# NGC 373
NGC 373 est une galaxie elliptique située dans la constellation des Poissons. NGC 373 a été découverte par l'astronome irlando-danois John Dreyer en 1876.

## Caractéristiques
Sa vitesse par rapport au fond diffus cosmologique est de 5 205 ± 29 km/s, ce qui correspond à une distance de Hubble de 76,8 ± 5,4 Mpc (∼250 millions d'al).
À ce jour, une mesure non basée sur le décalage vers le rouge (redshift) donne une distance d'environ 62,800 Mpc (∼205 millions d'al). Cette valeur est à l'extérieur des valeurs de la distance de Hubble.